# Апфельдорф
Апфельдорф (нім. Apfeldorf) — громада в Німеччині, розташована в землі Баварія. Підпорядковується адміністративному округу Верхня Баварія. Входить до складу району Ландсберг. Складова частина об'єднання громад Райхлінг.
Площа — 12,31 км2. Населення становить 1180 ос. (станом на 31 грудня 2020).